# Copa São Luís 2013
A Copa São Luís de 2013 contou com 8 equipes. Foi a 1ª edição da competição, que entrou no lugar da extinta Copa União do Maranhão. A disputa ocorreu entre 25 de setembro e 22 de dezembro de 2013 e foi organizada pela Federação Maranhense de Futebol. O Sampaio Corrêa foi o campeão após vencer a final contra o Maranhão, vencedor do segundo turno, e irá disputar a Copa do Brasil de 2014.

## Regulamento
Os participantes foram divididos em dois grupos. Na primeira fase, os times jogam dentro de seus grupos e o primeiro de um grupo enfrenta o segundo do outro numa semifinal. Os vencedores irão para a final do turno, o vencedor dessa final, torna-se o campeão do 1º turno.
Na segunda fase, os times jogam contra os do outro grupo, embora a classificação seja dentro de cada grupo. O primeiro de um grupo enfrenta o segundo do outro numa semifinal. Os vencedores se enfrentam na final do turno, o vencedor do confronto será declarado o campeão do 2º turno.
Os vencedores de cada turno disputam entre si dois jogos finais para estabelecerem o campeão. Caso a mesma equipe vença os dois turnos, será declarado campeão automaticamente. O campeão do campeonato tem o direito de disputar a Copa do Brasil de 2014.

### Critérios de desempate
Para o desempate entre duas ou mais equipes segue-se a ordem definida abaixo:
1. Número de vitórias
2. Saldo de gols
3. Gols marcados
4. Número de cartões amarelos e vermelhos
5. Sorteio

## Participantes
| Escudo | Equipe         | Colocação em 2012 | Estádio         | Capacidade | Último título |
| ------ | -------------- | ----------------- | --------------- | ---------- | ------------- |
|        | Araioses       | -                 | Cardosão        | 1.000      | (Não Possui)  |
|        | Bacabal        | -                 | Correão         | 7.856      | 1996          |
|        | Balsas         | -                 | Cazuza Ribeiro  | 5.000      | (Não possui)  |
|        | Cordino        | 4º                | Leandrão        | 1.400      | (Não possui)  |
|        | Imperatriz     | 3º                | Frei Epifânio   | 10.000     | 2005          |
|        | Maranhão       | 2º                | Nhozinho Santos | 10.000     | 2006          |
|        | Moto Clube     | 6º                | Nhozinho Santos | 10.000     | 2010          |
|        | Sampaio Corrêa | Campeão           | Nhozinho Santos | 10.000     | 2012          |

## 1° Turno

### Grupo 1
| 1 | Sampaio Corrêa | 9 | 3 | 3 | 0 | 0 | 6 | 0 | 6  |
| 2 | Cordino        | 4 | 3 | 1 | 1 | 1 | 3 | 4 | -1 |
| 3 | Araioses       | 4 | 3 | 1 | 1 | 1 | 2 | 4 | -2 |
| 4 | Bacabal        | 0 | 3 | 0 | 0 | 3 | 1 | 4 | -3 |

| Araioses       | —   | 1–0 |     |     |
| Bacabal        |     | —   | 1–2 | 0–1 |
| Cordino        | 1–1 |     | —   |     |
| Sampaio Corrêa | 3–0 |     | 2–0 | —   |

### Grupo 2
| 1 | Moto Club  | 9 | 3 | 3 | 0 | 0 | 9 | 2 | 7  |
| 2 | Balsas     | 4 | 3 | 1 | 1 | 1 | 2 | 3 | -1 |
| 3 | Imperatriz | 4 | 3 | 1 | 1 | 1 | 3 | 5 | -2 |
| 4 | Maranhão   | 0 | 3 | 0 | 0 | 3 | 1 | 5 | -4 |

| Balsas     | —   |     |     | 0–2 |
| Imperatriz | 1–1 | —   | 1–0 |     |
| Maranhão   | 0–1 |     | —   | 1–3 |
| Moto Club  |     | 4–1 |     | —   |

 Para ler a tabela, a linha horizontal representa os jogos da equipe como mandante. A coluna vertical indica os jogos da equipe como visitante.
| Vitória do mandante. | Vitória do visitante. | Empate. |

## Fase final
|  | Semifinais     | Semifinais     | Semifinais | Semifinais |   |         | Final | Final | Final | Final |
|  |                |                |            |            |   |         |       |       |       |       |
|  | Cordino        | 2              | 2          | 4          |   |         |       |       |       |       |
|  | Moto Club      | 2              | 0          | 2          |   |         |       |       |       |       |
|  | Moto Club      | 2              | 0          | 2          |   | Cordino | 1     | 0     | 1     |       |
|  |                |                |            |            |   | Cordino | 1     | 0     | 1     |       |
|  |                | Sampaio Corrêa | 0          | 3          | 3 |         |       |       |       |       |
|  | Balsas         | Sampaio Corrêa | 0          | 3          | 3 | 2       | 1     | 3     |       |       |
|  | Balsas         |                |            |            |   | 2       | 1     | 3     |       |       |
|  | Sampaio Corrêa | 2              | 5          | 7          |   |         |       |       |       |       |

### Premiação
| Campeão do 1° Turno |
| ------------------- |
| Sampaio Corrêa      |

## 2° Turno

### Grupo 1
| 1 | Sampaio Corrêa | 7 | 4 | 2 | 1 | 1 | 9 | 4 | +5 |
| 2 | Bacabal        | 7 | 4 | 2 | 1 | 1 | 6 | 3 | +3 |
| 3 | Cordino        | 7 | 4 | 2 | 1 | 1 | 5 | 5 | +0 |
| 4 | Araioses       | 5 | 4 | 1 | 2 | 1 | 4 | 5 | -1 |

| Araioses       | 1–1 |     | 0–0 |     |
| Bacabal        |     | 3–0 |     | 2–1 |
| Cordino        | 2–1 |     |     | 1–1 |
| Sampaio Corrêa |     | 5–1 | 1–1 |     |

### Grupo 2
| 1 | Maranhão   | 5 | 4 | 1 | 2 | 1 | 2 | 2  | +0     |
| 2 | Balsas     | 5 | 4 | 1 | 2 | 1 | 4 | 4  | +0 [a] |
| 3 | Moto Club  | 4 | 4 | 1 | 1 | 2 | 6 | 7  | -1     |
| 4 | Imperatriz | 3 | 4 | 1 | 0 | 3 | 5 | 11 | -6     |

| Balsas     |     | 1–1 |     | 1–0 [wo] |
| Imperatriz | 1–2 |     | 3–1 |          |
| Maranhão   |     | 1–0 | 0–1 |          |
| Moto Club  | 3–1 |     |     | 1–3      |